# Björn Andrésen
Björn Johan Andrésen (ur. 26 stycznia 1955 w Sztokholmie) – szwedzki aktor, pianista, kompozytor i muzyk.
Zagrał rolę 14–letniego Tadzia w filmowej adaptacji powieści Thomasa Manna Śmierć w Wenecji (1971), wyreżyserowanej przez Luchino Viscontiego. Wystąpił w kilku filmach oraz serialach. Zaczął również rozwijać swoją karierę muzyczną i nagrał kilka popowych piosenek. Zagrał także niewielką rolę Dana w horrorze Midsommar. W biały dzień (2019) Ariego Astera.
W 2021 powstał film dokumentalny Najpiękniejszy chłopiec na świecie (The Most Beautiful Boy in the World) o Björnie Andrésenie i skutkach jego wczesnej sławy.

## Wczesne życie
Ojciec Andrésena nigdy nie został zidentyfikowany, a jego matka, Barbro Elisabeth Andrésen, popełniła samobójstwo, gdy miał 10 lat. Wychowywali go dziadkowie ze strony matki. Część nauki pobierał w szkole z internatem w Danii. Andrésen uczęszczał do Szkoły Muzycznej Adolfa Fredrika w Sztokholmie.